# بلشفية (تيار)

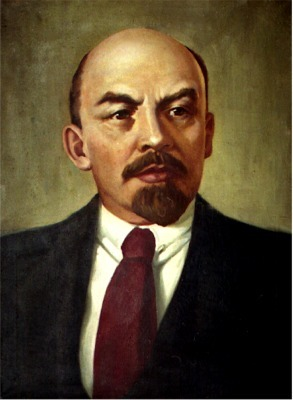
مؤسس البلشفية فلاديمير لينين

البلشفية هي تيار ماركسي ثوري في الفكر السياسي ونظام سياسي مرتبط بتشكيل حزب صارم ومركزي ومتماسك وملتزم بالثورة الاشتراكية. تركز البلشفية على الإطاحة بالنظام الرأسمالي القائم وتأسيس دكتاتورية البروليتاريا.
يعود أصل البلشفية إلى بدايات القرن العشرين في روسيا وكانت مرتبطة بنشاطات الفصيل البلشفي داخل حزب العمل الديمقراطي الاشتراكي الروسي، وأولًا مع مؤسس ذلك الفصيل فلاديمير لينين. بقيت البلشفية على الأرضية الماركسية، لكنها امتصت في ذات الوقت العناصر الأيديولوجية وممارسات الثوريين في النصف الثاني من القرن التاسع عشر (سيرغي نيشايف وبيوتور تكاشيف ونيكولاي شيرنيشيفسكي) وعقدت نقاط اتصال عديدة مع الحركات اليسارية الراديكالية المحلية مثل الشعبوية. كان لينين المنظر الأول للبلشفية؛ وإلى جانبه كان منظرو البلشفية جوزيف ستالين ويفغيني بريوبرازينسكي وليون تروتسكي.
في أكتوبر 1917، نظم الفصيل البلشفي انتفاضةً مسلحة ضد الحكومة المؤقتة، التي شكلتها الأحزاب الأخرى (بما في ذلك الاشتراكيون) واستولوا على السلطة. خضعت عواقب تلك الأفعال في روسيا وبقية العالم لتقييمات متعارضة.
ينسب بعض الباحثين نشاطات جوزيف ستالين إلى النظرية البلشفية، الذي رأس الحزب الشيوعي السوفيتي وامتلك في الوقت ذاته السلطة المطلقة في الاتحاد السوفيتي. ومع ذلك، لا يخلط الآخرون (معاصرو ستالين واللاحقون) بين البلشفية والستالينية، معتبرين الاثنين ظواهر ذات اتجاهات متعددة (ثورية وثيرميدورية).
أصبح تعبير البلشفية بالإضافة إلى الشيوعية لاحقًا مؤسسة في التأريخ الغربي بمعنى مجموعة من السمات للسلطة السوفيتية في فترة سياسية معينة. في الوقت الحاضر، تُستخدم تسمية البلاشفة من قبل محموعات ماركسية-لينينية وتروتسكية.

## خلفية تاريخية
«وُجدت البلشفية بصفتها تيارًا في الفكر السياسي وبصفتها حزبًا سياسيًا منذ عام 1903».

-فلاديمير لينين أمراض طفولة اليسار في الشيوعية (الأعمال الكاملة لفلاديمير لينين).
ظهر مصطلح البلشفية في المؤتمر الثاني لحزب العمل الروسي الديمقراطي الاشتراكي (1903) نتيجةً لفصل الحزب إلى فصيلين؛ مناصرو لينين والبقية. كان أحد أهم أسباب الفصل السؤال حول حزب من نوع جديد. في مسار عمل ميثاق حزب العمل الديمقراطي الاشتراكي الروسي، اقترح فلاديمير لينين ويولي مارتوف تسميتين لبند عضوية الحزب. كان اقتراح لينين: إن عضو الحزب هو مواطن يميز برنامج وميثاق الحزب ويدفع رسوم العضوية ويعمل في أحد منظمات الحزب. اقترح مارتوف تقييد الميثاق إلى أول مطلبين. خلال انتخابات الأعضاء المركزيين للحزب، ربح مناصرو التشكيلة اللينينية بالأغلبية، وبعدها أطلق لينين على فصيله لقب البلاشفة، بينما أطلق مارتوف على مناصريه لقب المناشفة. ورغم ذلك في التاريخ اللاحق لحزب العمل الديمقراطي الاشتراكي الروسي، غالبًا ما وجد مناصرو لينين أنفسهم في محل الأقلية، وحملوا الاسم السياسي المتفوق البلاشفة.
بصفته كاتب سيرة لينين، أشار روبرت سيرفيس إلى أن الفصيلين الجديدين المشكلين جعلا من الماركسيين الروس بحالة صدمة. وافق الجميع مع سياسة لينين الحزبية باستثناء ماركسيي بطرسبرغ اليساريين المتطرفين.
في المؤتمر الرابع لحزب العمل الديمقراطي الاشتراكي الروسي عام 1906، استُعيدت الوحدة التنظيمية للحزب مؤقتًا. في المؤتمر الخامس، انتُخبت اللجنة المركزية، التي لم تستطع العمل بسبب الخلافات بين البلاشفة والمناشفة، واستولى المركز البلشفي بقيادة فلاديمير لينين الذي أنشِئ خلال المؤتمر من قبل الأعضاء البلاشفة في أحد لقاءات الفصيل البلشفي، بقوة على قيادة المنظمات البلشفية في الحزب.
في المؤتمر السادس لحزب العمل الديمقراطي الاشتراكي الروسي (في براغ)، الذي عُقد بين 18-30 يناير 1912، والذي أسس نفسه بصفته مؤتمر الحزب ككل والعضو الأوحد للحزب، وكان الحضور بأغلبيتهم من مناصري لينين. بحلول ذلك الوقت، توقفت اللجنة المركزية للحزب افتراضيًا عن الوجود (عُقدت آخر جلسة مكتملة للجنة في يناير 1910)، ووجد الحزب نفسه دون مركز قيادي رسمي. في هذا الخصوص، انتُخبت لجنة مركزية بلشفية في مؤتمر براغ.
في عام 1916، كتب لينين مؤلفه «الإمبريالية بصفتها أعلى مرحلة من الرأسمالية»، وكان هذا العمل مساهمةً كبرى في تطوير الماركسية الكلاسيكية في الظروف الجديدة. في هذا العمل، كانت الأطروحة عن التفاوت الاقتصادي وعُبّر عن التطور السياسي للرأسمالية في حقبة الإمبريالية وأسِس له نظريًا، ما أدى إلى الاستنتاج حول احتمالية انتصار الاشتراكية مبدئيًا في دولة واحدة أو عدة دول، التي لم تكن متطورة اقتصاديًا بما فيه الكفاية، مثل روسيا، وقدمت الأطروحة أن قائد الحركة الثورية سيكون طليعيًا ملتزمًا، جاهزًا للذهاب على طول الطريق لتأسيس دكتاتورية البروليتاريا.
مباشرةً بعد اندلاع الحرب العالمية، قدّم لينين ومناصروه مصطلح هزيمة القيصرية في الحرب وتحويل الحرب الإمبريالية إلى حرب أهلية. عندها وصل نقد لينين لما يُدعى الشوفينين الاشتراكيين الذين دعموا حكوماتهم في الحرب العالمية. رأى لينين بالحرب الأهلية استمرارًا وتطورًا وتكثيفًا لا مناص منه في الصراع الطبقي.
عند بداية ثورة فبراير، كانت الشخصيات القيادية للفصيل البلشفي في المنفى أو في المهجر، وبالتالي لم يأخذ البلاشفة دورًا تنظيميًا في الثورة. أصبح القادة البلاشفة الذين عادوا من المنفى إلى جانب المناشفة والاشتراكيين الثوريين، أعضاءً في سوفييت بتروغراد، وكانوا ينوون بداية بالتعاون مع الحكومة المؤقتة. منذ البداية، بينما كان بعيدًا عن الوطن، أصر لينين على القطيعة بين سوفييت بتروغراد والحكومة المؤقتة من أجل التحضير النشط للتحول من المرحلة البرجوازية الديمقراطية إلى المرحلة البروليتارية للثورة والاستيلاء على السلطة ونهاية الحرب. بعد العودة إلى روسيا، أتى لينين ببرنامج جديد لعمل الحزب البلشفي، أطروحة أبريل، وفيها وضع الأجندة والمتطلبات لانتقال السلطة إلى السوفييت من أجل مصالح البروليتاريا والفلاحين المعدمين. واجه لينين معارضةً حتى بين ممثلي البلشفية النظرية والعلمية، تمكن لينين من التغلب على هذه المعارضة معتمدًا على دعم الطبقات الدنيا؛ منظمات الحزب المحلية وأتباع الفعل العملي المباشر. في مسار كشف الجدل حول احتمالية الاشتراكية في روسيا، رفض كل الحجج النقدية للمناشفة والاشتراكيين الثوريين والخصوم السياسيين حول عدم جاهزية البلاد لثورة اشتراكية بسبب تخلفها الاقتصادي وصعفها وافتقادها لثقافة وتنظيم الجماهير العاملة، بما في ذلك البروليتاريا، وحول خطر فصل القوات الديمقراطية الثورية واستحالة الهروب من الحرب الأهلية.
في أبريل 1917، اكتمل فصل حرب العمل الديمقراطي الاشتراكي الروسي. خلال نقاشٍ حامٍ في مؤتمر حزب العمل الديمقراطي الاشتراكي لكل الروس (البلاشفة) 24-29 أبريل، تلقت أطروحة أبريل الدعم من أغلبية الأعضاء من المحليات وتشكل أساس سياسة الحزب ككل. أصبح الفصيل البلشفي معروفًا بصفته حزب العمل الديمقراطي الاشتراكي الروسي.
أعيد تسمية حزب العمل الديمقراطي الاشتراكي الروسي بالحزب البلشفي في المؤتمر السابع عام 1917. في مارس 1918، اعتمد الحزب اسم الحزب الشيوعي الروسي (البلشفي)، وفي ديسمبر 1925، اسم الحزب الشيوعي لكل الروس (البلشفي). في المؤتمر التاسع عشر في أكتوبر 1952، أعيد تمسية الحزب الشيوعي لكل الروس (البلشفي) باسم الحزب الشيوعي للاتحاد السوفيتي.
في عام 1990، في المؤتمر الثامن والعشرين للحزب الشيوعي السوفيتي وكان آخر مؤتمر، خلال تشريع المنصات السياسية داخل الحزب الشيوعي، شُكلت المنصة البلشفية، ودفعت بعدة أحزاب سياسية معاصرة وحركات اشتراكية للوجود.